# 在日ルワンダ人
在日ルワンダ人（ざいにちルワンダじん）は、日本に一定期間在住するルワンダ国籍の人々である。

## 統計
日本の法務省の在留外国人統計によると、2018年6月末時点で在日ルワンダ人は104人である。
在留資格別（3位まで）
| 順位 | 在留資格 | 人数 |
| ---- | -------- | ---- |
| 1    | 留学     | 48   |
| 2    | 家族滞在 | 18   |
| 3    | 研修     | 11   |

都道府県別（3位まで）
| 順位 | 都道府県 | 人数 |
| ---- | -------- | ---- |
| 1    | 兵庫     | 22   |
| 2    | 東京     | 21   |
| 3    | 広島     | 11   |